# Harry W. Crosby
Harry W. Crosby (10. června 1926 – 12. září 2024) byl americký historik a fotograf.

## Život a kariéra
Crosby se narodil 10. června 1926. Jeho rodiče se v roce 1935 přestěhovali do města La Jolla. V roce 1944 vystudoval La Jolla High School a studoval matematiku a přírodní vědy na Occidental College v Los Angeles, kde dokončil dvouoborový obor premedikace a psychologie. Po dvanácti letech jako učitel sekundárních věd, převážně chemie, začal fotografovat a v roce 1967 byl najat jako fotograf, aby ilustroval knihu The Call to California pro Komisi Kalifornie, připomínající dvousté výročí Kalifornie. Crosby se vydal po trase výpravy Portolá z roku 1769, aby pořídil fotografie pro ilustraci textu odvozeného z deníků turistů, ujel 600 mil na mulebacku po odlehlých stezkách. Od té doby pokračoval v primárním výzkumu a v rozsáhlém psaní o historii a jeskynních malbách Baja California a rané historii Alta California.
Crosbyho terénní výzkum, psaní, fotografování a obhajoba jeskynních maleb Velké nástěnné malby Baja pomohly této oblasti v roce 1993 získat místo ve světovém dědictví UNESCO. Zatímco rané archeologické studie odhadovaly stáří skalního umění v Baja na 500 až 1500 let, Crosby dlouho tvrdil, že nástěnné malby jsou mnohem starší. Jeho názory byly potvrzeny v roce 2022 zveřejněním vědecké práce, která podrobně popisuje výsledky rozsáhlé studie uhlíkového datování, kterou provedl tým geovědců a archeologů z Austrálie, Mexika a Argentiny. Studie dospěla k závěru, že Velké nástěnné malby v centrální Baja se datovaly až 11 000 let – do konce poslední doby ledové a odhadovaného příchodu prvních lidí na poloostrov Baja. Studie ukázala, že jeskynní malby byly vytvořeny a udržovány po tisíce let a skončily před 500 až 600 lety příchodem španělských dobyvatelů a jezuitských misionářů do Baja California.
Mezi jeho knihy patří: The Cave Paintings of Baja California: Discovering the Great Murals of an Unknown People (Copley Books, 1975, znovu vydáno Sunbelt Publications, San Diego, 1997); Gateway to Alta California: The Expedition to San Diego, 1769 (Brána do Kalifornie Alty: Expedice do San Diega, 1769; Sunbelt, 2004), která se v roce 2003 stala finalistou ceny Sdružení knihkupců v jižní Kalifornii; a Antigua California: Mission and Colony on the Peninsula Frontier, 1697-1768 (University of New Mexico Press, 1996), který získal v roce 1995 Cenu Caroline Bancroft History Prize od Denverské veřejné knihovny. Některé z Crosbyho raných fotografií jsou shromážděny v knize Tijuana 1964: A Photographic and Historic View (SDSU Press, 2000); a jeho jediným románem je Portrét Palomy (Sluneční pás, 2001).
Crosby zemřel 12. září 2024 ve věku 98 let. Jeho syn byl zesnulý Robbin Crosby, nejznámější svým působením jako kytarista rockové skupiny Ratt.